# Stith Thompson
Stith Thompson (7. března 1885 Bloomfield, Kentucky – 10. ledna 1976 Columbus, Indiana) byl americký folklorista, jeden z prvních zámořských představitelů tzv. finské školy ve folkloristice. Jeho nejznámějším dílem je Motif-index of Folk-literature, ve kterém jsou klasifikovány motivy, tedy nejmenší jednotky tradičního narativu.
Jeho druhým známým počinem je jeho práce na rozšíření katalogu pohádek Verzeichnis der Märchentypen sestaveného v roce 1910 finským folkloristou Antti Aarnem. Thompson tento katalog přeložil do angličtiny, rozšířil ho a v roce 1928 vydal pod anglickým názvem The Types of the Folktale.

## Životopis

### Dětství
Stith Thompson se narodil v Bloomfieldu v Nelson County ve státě Kentucky rodičům Johnu Wardenovi and Elize (McClaskey) Thompsonovým. Když mu bylo 12 let, tak se rodina přestěhovala do Indianapolis, kde v letech 1903–1905 navštěvoval Butler College.

### Vzdělání
Bakalářský titul získal v roce 1909 v oboru anglická literatura; jeho bakalářská práce se zabývala otázkou revenantů v lidových naracích.
V roce 1911 nastoupil na Kalifornskou univerzitu v Berkeley. Doktorát získal na Harvardu po obhájení disertace o evropských pohádkách u severoamerických indiánů publikované v roce 1919.
Univerzitní kariéru zahájil na Texaské univerzitě, ale nejdéle působil na univerzitě v Indianě, kde byl až do svého odchodu do důchodu v roce 1955. Právě tady se začal detailněji zabývat folkloristikou jako disciplínou a snažil se o to, aby folkloristika měla na univerzitě své pevné místo. I po odchodu z univerzity byl stále aktivním badatelem. Spolupracoval s ostatními folkloristy, psal antologie, přepracovával Motif-index of Folk literature a opět rozšířil Aarneho katalog a spolupracoval i na přípravě katalogu indických pohádek.

## Badatelská činnost
Stith Thompson byl zastáncem historicko-geografické metody, kterou také použil v jedné z jeho nejznámějších studií The Star Husband Tale, publikované v roce 1953. V této studii porovnával různé verze jedné z původních pohádek severoamerických indiánů, která byla rozšířena po velkém území, a to i v arktických oblastech Severní Ameriky. Na této pohádce se snažil aplikovat evropský přístup založený na komparaci různých verzí příběhu.